# Laniifera cyclades
Laniifera cyclades es el nombre científico de un insecto lepidóptero conocido como gusano de nopal, gusano blanco de nopal, gusanillo de nopal, o citlalocuilin (del náhuatl: Citlalocuilin ‘Gusano estrella’‘citlalin, estrella; ocuilin, gusano’), perteneciente a la superfamilia Pyraloidea, la familia Crambidae y la subfamilia Spilomelinae. Se alimenta de las plantas del género Opuntia (conocidos en México como nopales) y se consideran una plaga. Es el único miembro del género Laniifera en América. Fue descrito por Herbert Druce en 1895, basado en tres imágenes recolectadas en la Ciudad de México y cerca de la ciudad de Durango en México.

## Distribución
Esta especie se encuentra tanto en México de forma amplia (en Aguascalientes, Ciudad de México, Durango, Estado de México, Hidalgo, Jalisco, Michoacán, Morelos, Nuevo León, Querétaro, San Luis Potosí, Tamaulipas, y en menor medida, en Chihuahua y Oaxaca), como en Estados Unidos (en Arizona y Texas).

## Descripción
El adulto es una polilla que mide de 3.5 a 4.5 cm de envergadura, tiene las alas anteriores con bases de color negro y tienen color gris negruzco desde el medio casi hasta el margen exterior, son de color amarillo con líneas negras estrechas que atraviesan las alas y una mancha circular con centro claro. Hay una línea submarginal en zigzag de color negro grisáceo, bordeada de blanco en el lado exterior, que se extiende desde el margen costal cerca del vértice hasta el margen interior cerca del ángulo anal, y una mancha blanca redonda en la celda y una mancha alargada al final de ella; las alas posteriores son de color blanco nacarado con rayas transversales oscuras; en ambos pares de alas existen flecos del mismo color que las alas.
La oruga al emerger del huevo mide de 2 a 3 cm, es de color blanco cremoso, en el instar más avanzado puede medir entre 4.5 y 5.5 cm de largo, además de presentar pináculos setígeros de color café claro, estos rodean a cada segmento de la larva, y tienen setas largas transparentes de aproximadamente 3 mm de longitud. La cabeza es de color café amarillento, con las partes bucales oscuras.
Las pupas son de color rojo oscuro; mide 2 cm de longitud, aproximadamente y se encuentra dentro de un capullo de seda construido por las larvas.
Los huevos son de color grisáceo que se agrupan de forma uniforme al ser ovipositados sobre los cladodios o pencas del nopal, en grupos de 30 a 90 huevos.

## Ciclo de vida
El misionero fray Bernardino de Sahagún en su obra Historia general de las cosas de Nueva España (también conocido como Códice Florentino), describió una parte del México prehispánico y el Virreinato de Nueva España, gracias a su recurrimiento a la indagación directa de los indígenas. En esta obra se describió al gusano del nopal de la siguiente forma junto con una representación gráfica de un gran gusano junto a una planta de nopal:

Ay otros gusanos que se llaman citlalocuili: que se crian en los arboles de las tunas y las yelas mismas tunas dañan las
Bernardino de Sahagún en Historia general de las cosas de Nueva España

El adulto oviposita en los cladodios inmaduros de un año, entre las espinas, secretando una sustancia adherente para que los huevecillos queden unidos; esto ocurre durante el verano, en pocos días eclosionan y las larvas recién nacidas forman colonias sobre los cladodios en números de 20 a 90 individuos; en pocos minutos empiezan a barrenar la cutícula. Estas larvas se protegen por un capullo de seda que ellas mismas producen y que se observa como una especie de telaraña con excremento de las propias larvas, al avanzar su estado de desarrollo las larvas se dirigen al interior de los cladodios hasta alcanzar el eje principal, formando una serie de galerías perfectamente limpias, que causan el colapso de la planta o inhibiendo el crecimiento de nuevos brotes. Debido a que las larvas arrojan su excremento a través de unos pequeños agujeros por donde solo cabe su parte posterior y que en el suelo, en la base de la planta forman montículos de excremento, que se asemejan al aserrín, característicos de esta plaga. Esta etapa puede durar desde el otoño hasta el invierno, la pupación se realiza dentro de la galería y dura toda la primavera. Por otra parte, la emergencia del adulto sucede en los meses de julio a octubre.
Ataca principalmente a la especie Opuntia megacantha Salm-Dyck, 1834, pero puede invadir otras especies como:
- Opuntia canada Griffiths, 1909
- Opuntia cantabrigiensis Lynch, 1903
- Opuntia chlorotica Engelm. y Bigelow, 1856
- Opuntia ficus-indica (L.) Miller, 1768
- Opuntia fuliginosa Griffiths, 1908
- Opuntia hyptiacantha F.A.C.Weber, 1898
- Opuntia jamaicensis Britton y Harris, 1911
- Opuntia lasiacantha Pfeiff., 1837
- Opuntia leucotricha DC., 1828
- Opuntia lindheimeri Engelm., 1850
- Opuntia phaeacantha Engelm., 1849
- Opuntia robusta H.L.Wendl. ex Pfeiff., 1837
- Opuntia streptacantha Lem., 1839
- Opuntia tomentosa Salm-Dyck, 1822

## Uso como alimento
En las temporadas de abundancia de este gusano, es decir entre la primavera y el verano durante los meses de febrero, marzo, abril y mayo, se recolectan y la forma de preparación más común es asarlos con sal, y ya sea que se coman directamente o en tacos, su sabor es semejante al de una buena variedad de papa frita.